# Geoffrey Brissaud
Geoffrey Brissaud (Limoges, 23 de marzo de 1998) es un deportista francés que compite en patinaje artístico, en la modalidad de danza sobre hielo. Ganó una medalla de plata en el Campeonato Europeo de Patinaje Artístico sobre Hielo de 2025.

## Palmarés internacional
| Campeonato Europeo | Campeonato Europeo | Campeonato Europeo | Campeonato Europeo |
| Año                | Lugar              | Medalla            | Categoría          |
| ------------------ | ------------------ | ------------------ | ------------------ |
| 2025               | Tallin (Estonia)   | Medalla de plata   | Danza sobre hielo  |